# Liste der Baudenkmale in Hohenhameln
In der Liste der Baudenkmale in Hohenhameln sind die Baudenkmale der niedersächsischen Gemeinde Hohenhameln und ihrer Ortsteile aufgelistet. Der Stand der Liste ist der 30. Dezember 2022. Die Quelle der Baudenkmale ist der Denkmalatlas Niedersachsen.

## Allgemein
In den Spalten befinden sich folgende Informationen:
- Lage: die Adresse des Baudenkmales und die geographischen Koordinaten. Kartenansicht, um Koordinaten zu setzen. In der Kartenansicht sind Baudenkmale ohne Koordinaten mit einem roten Marker dargestellt und können in der Karte gesetzt werden. Baudenkmale ohne Bild sind mit einem blauen Marker gekennzeichnet, Baudenkmale mit Bild mit einem grünen Marker.
- Bezeichnung: Bezeichnung des Baudenkmales
- Beschreibung: die Beschreibung des Baudenkmales. Unter § 3 Abs. 2 NDSchG werden Einzeldenkmale und unter § 3 Abs. 3 NDSchG Gruppen baulicher Anlagen und deren Bestandteile ausgewiesen.
- ID: die Objekt-ID des Baudenkmales
- Bild: ein Bild des Baudenkmales, ggf. zusätzlich mit einem Link zu weiteren Fotos des Baudenkmals im Medienarchiv Wikimedia Commons. Wenn man auf das Kamerasymbol klickt, können Fotos zu Baudenkmalen aus dieser Liste hochgeladen werden:

## Hohenhameln

### Gruppe: Kirchhof Im Hoken 2
Die Gruppe hat die ID 31351316. Gruppe baulicher Anlagen mit Kirche, Kirchhof mit erhaltenen alten Grabsteinen, Einfriedungsmauer und Ehrenmal.

| Lage                                   | Bezeichnung | Beschreibung | ID       | Bild           |
| -------------------------------------- | ----------- | --- | -------- | -------------- |
| Im Hoken 2 52° 15′ 29″ N, 10° 3′ 48″ O | Kirche      | Die Evangelische Kirche St. Laurentius Hohenhameln ist eine einschiffige Bruchsteinkirche unter nach Osten hin abgewalmten Satteldach. Die Wandflächen des Turmes im Westen sind in ungleich hohen Schichten lagerhaft versetzt und verputzt. Turm mit Doppelspitze und achteckigen Pyramidenhelmen auf rechteckigen Grundriss auf abgeschrägtem, verputztem Sockel errichtet. Gekuppelte spitzbogige Schallöffnungen in hohen Spitzbogennischen. Kirchenschiff auf niedrigem Sockel ist verputzt und weiß gestrichen, Werksteinteile (Gesimse, Tür- und Fenstergewände, Eckquader) aus Sandstein. Über südliche zwei Türen Kreisfenster, in den übrigen Schiffsachsen und im Chor flachbogige Fenster. Östliche Tür durch Pilaster gerahmt und mit einem Dreieckgiebel bekrönt. Die Kirche wurde im dritten Viertel des 13. Jh erbaut. Saalbau mit dreiseitigen Chor, datiert auf 1778. Westturm trägt Doppelhelm, wahrscheinlich nach Brand 1485 errichtet. Im Inneren Kanzelaltar aus 1778. Sandsteintaufe aus 1621. | 31357919 | Weitere Bilder |
| Im Hoken 2 52° 15′ 28″ N, 10° 3′ 48″ O | Kirchhof    | | 31357943 |                |
| Im Hoken 2 52° 15′ 27″ N, 10° 3′ 48″ O | Mauer       | Im Süden und Westen des Kirchhofes verlaufende hohe Bruchsteinmauer, die das abfallende Gelände abfängt. Südlich des Ehrenmals ist ein Scheibenkreuzstein in die Bruchsteinmauer eingelassen. | 31357961 | BW             |
| Im Hoken 2 52° 15′ 28″ N, 10° 3′ 50″ O | Grabsteine  | | 31359168 |                |
| Im Hoken 2 52° 15′ 28″ N, 10° 3′ 46″ O | Ehrenmal    | Ehrenmal bestehend aus einer Säule und kröndender Figur einer trauernden Mutter mit Kind vor einer halbrunden Mauer mit Inschrifttafeln mit den Namen der Gefallenen des Zweiten Weltkrieges. Straßenseitig jeweils abgeschlossen durch Pfeiler mit Inschriften 1914 und 1945, abgedeckt mit quadratischen, abgestuften Platte und flachen abgerundeten Abschlussstein. | 31357978 |                |

### Gruppe: Clauener Straße 16
Die Gruppe hat die ID 38055777. Hofanlage mit Villa, ehemaligen Bedienstetenwohnhaus, Remise mit Stall sowie Hofzufahrt und Wirtschaftshof samt Hofpflasterung und Pflanzrondell.

| Lage                                           | Bezeichnung         | Beschreibung | ID       | Bild |
| ---------------------------------------------- | ------------------- | --- | -------- | ---- |
| Clauener Straße 16 52° 15′ 27″ N, 10° 3′ 39″ O | Villa               | Traufständig zurückliegender zweigeschossiger Ziegelmassivbau auf hohem Ziegelsockel unter Satteldach. Auf Südseite dominierender Mittelrisalit mit Zwerchgiebel. Am Ostgiebel verandaähnlicher Eingangsvorbau mit jüngerem Balkonaufbau. | 31357844 | BW   |
| Clauener Straße 16 52° 15′ 27″ N, 10° 3′ 38″ O | Remise/Stallgebäude | Backsteinbau unter Satteldach mit roten Hohlziegeln, die Tore aus Holz sowie Segmentbogenfenster. | 38055902 | BW   |
| Clauener Straße 16 52° 15′ 27″ N, 10° 3′ 39″ O | Hofzufahrt          | Hofzufahrt mit rückwärtigem Pflanz-Rondell samt originaler Natursteinpflasterung aus Basalt. | 38055947 | BW   |
| Clauener Straße 16 52° 15′ 28″ N, 10° 3′ 39″ O | Wohnhaus            | Eingeschossiger Backsteinbau unter Satteldach mit Hohlziegeln. Fenster des EG mit Verzierungen, Umbauphase von um 1930, ehemaliges Tor wurde zur Tür zugesetzt.                                                                           | 38055882 | BW   |

### Gruppe: Im Unteren Dorfe 2
Die Gruppe hat die ID 31351330. Hofanlage mit Wohnhaus von 1911 im Westen und älteren Wirtschaftsgebäuden aus Mitte und Ende des 19. Jh. um rechteckigen Wirtschaftshof gruppiert.

| Lage                                           | Bezeichnung | Beschreibung | ID       | Bild |
| ---------------------------------------------- | ----------- | --- | -------- | ---- |
| Im Unteren Dorfe 2 52° 15′ 21″ N, 10° 3′ 49″ O | Wohnhaus    | Zweigeschossiger massiver Putzbau auf einem hohen Bruchsteinsockel Polygonalmauerwerk unter Mansardwalmdach und Ziegeldeckung. Im Süden polygonaler Standerker, im Osten leicht vorgezogener Mittelrisalit, deren Ober- und DG in Fachwerk, hofseitig mit teilweise gekuppelten Ständern, Fächerrosetten und gebogenen Streben. Zeittypische Fenster des Jugendstils mit rasterartigem Oberlicht und straßenseitig großen, flachen Rundbogenfenster mit kleingliedrigeren Oberlichtern. | 31358014 | BW   |
| Im Unteren Dorfe 2 52° 15′ 20″ N, 10° 3′ 48″ O | Einfriedung | Umfriedung der Hofanlage mit Vorgarten im Süden und Westen, bestehend aus hohen Zaunsockel mit sich leicht nach oben hin verjüngenden Zaunpfeilern mit Abdeckplatte in Polygonalmauerwerk und dazwischenliegenden leicht geschwungenen Holzlattenzaun. | 31358088 | BW   |
| Im Unteren Dorfe 2 52° 15′ 21″ N, 10° 3′ 49″ O | Anbau       | Zweigeschossiger Verbindungsbau zwischen Stall und Wohnhaus, im EG massiv aus Backstein, im OG aus Fachwerk unter Satteldach mit hofseitiger Eingangstür. | 44325404 | BW   |
| Im Unteren Dorfe 2 52° 15′ 22″ N, 10° 3′ 50″ O | Stall       | Zweigeschossiger langgestreckter Bau, im EG massiv in Ziegelmauerwerk, im niedrigeren OG in Fachwerk mit Ziegelausfachung unter Satteldach. Hofseitig zweistöckiger Ladeerker über Einfahrt. | 31358037 | BW   |
| Im Unteren Dorfe 2 52° 15′ 22″ N, 10° 3′ 52″ O | Scheune     | Giebelständiger eingeschossiger Fachwerkbau auf einem hohen Sandsteinquadersockel unter Satteldach mit Ziegeldeckung. Mittige Längseinfahrt, hohen Diagonaleckverstrebungen und Inschrift im Torbalken südseitig. | 31358071 | BW   |
| Im Unteren Dorfe 2 52° 15′ 21″ N, 10° 3′ 50″ O | Remise      | Zweigeschossiger traufständiger Bau, im Erdgeschoss massiv aus Ziegelmauerwerk, im Obergeschoss aus Fachwerk unter Satteldach. Straßenseitig zwei große Einfahrtstore. | 31358054 | BW   |

### Gruppe: In der Bründeln 2
Die Gruppe hat die ID 31351355. Hofanlage als gewachsene Dreiseitanlage mit Wohnwirtschaftsgebäude, Scheune und Stall.

| Lage                                         | Bezeichnung               | Beschreibung | ID       | Bild |
| -------------------------------------------- | ------------------------- | --- | -------- | ---- |
| In der Bründeln 2 52° 15′ 29″ N, 10° 4′ 4″ O | Wohn-/ Wirtschaftsgebäude | Im Wohnteil als zweigeschossiges in Stockwerksbauweise, im Wirtschaftsteil als eingeschossiges errichtetes giebelständiges Fachwerkgebäude mit mittiger Toreinfahrt im Ostgiebel, auf Sandsteinsockel unter Halbwalmdach. Die Diagonalstreben enden jeweils im Rähm, im Wohnteil teilweise gekuppelte Ständer. Inschriften im Torbalken, in den Brettfüllungen über dem Tor sowie in der Obergeschossschwelle auf der Südseite des Wohnteils. | 31358143 | BW   |
| In der Bründeln 2 52° 15′ 28″ N, 10° 4′ 5″ O | Scheune                   | Eingeschossiger ziegelsichtiger Fachwerkbau mit hofseitiger außermittiger Längseinfahrt im Nordgiebel unter Halbwalmdach. Im Osten schließt über die gesamte Traufseite eine Remise, im Westen der Stall an. | 31358165 | BW   |
| In der Bründeln 2 52° 15′ 28″ N, 10° 4′ 6″ O | Stall                     | Eingeschossiger giebelständiger Massivbau aus Backstein mit Querdurchfahrt unter Satteldach. | 31358182 | BW   |

## Einzelbaudenkmale
| Lage                                           | Bezeichnung               | Beschreibung | ID       | Bild           |
| ---------------------------------------------- | ------------------------- | --- | -------- | -------------- |
| Clauener Straße 2 52° 15′ 28″ N, 10° 3′ 42″ O  | St. Laurentius            | Katholische St.-Laurentius-Kirche, 1912/13 nach Plänen von Richard Herzig erbaut. Einschiffige verputzte Saalkirche mit oktogonalem Chorschluss auf niedrigem Sockel unter steilem Satteldach mit hohem Dachreiter und barocker Haube. An Ecken und Strebepfeilern sichtbares Bruchsteinmauerwerk zur Betonung der Vertikalen. Im Süden rechteckiger Portalraum angefügt, Fenster mit Rundbögen. Im südlichen Portalgiebel großes Relief–Medaillon der Muttergottes mit Kind eingelassen. | 31357823 | Weitere Bilder |
| Clauener Straße 26 52° 15′ 23″ N, 10° 3′ 19″ O | Windmühle                 | Bockwindmühle auf Rundsockel in Ziegelmauerwerk mit flachen Dachkegel. Hauskörper mit senkrechter Holzlattung, Flügelspitze und Walmdach mit Schindeln behängt. | 31357864 |                |
| Hohe Straße 26 / 28 52° 15′ 31″ N, 10° 4′ 4″ O | Wohnhaus                  | Traufständiges zweigeschossiges Fachwerk-Doppelwohnhaus auf hohem Sockel unter Satteldach im Osten und Walmdach im Westen. Jeweils im Ost- und Westviertel der Straßenfassade Stockwerkzimmerung zu erkennen. Im niedrigeren OG liegende Gefachformate sowie tw. Fußstreben, ansonsten zweifeldige Diagonalstreben zur Aussteifung. | 31357885 | BW             |
| Im Unteren Dorfe 18 52° 15′ 24″ N, 10° 4′ 9″ O | Wohn-/ Wirtschaftsgebäude | Zweigeschossiger traufständiger Fachwerkbau in Stockwerksbauweise auf Sandsteinsockel unter Halbwalmdach. Nordfassade im EG massiv ersetzt. Südseitiger Eingangsbereich sowie im westlichen Wirtschaftsteil geschossübergreifende Quereinfahrtsscheune. | 31358105 | BW             |
| Im Unteren Dorfe 52° 15′ 22″ N, 10° 3′ 59″ O   | Ehrenmal                  | Ehrenmal für die im Deutsch-Französischen Krieg 1870/1871 gefallenen Soldaten aus der Gemeinde Hohenhameln. Eingefriedeter und von zwei alten Eichen flankierter Sandsteinobelisken mit Inschrift. | 31357995 | BW             |
| Marktplatz 2 52° 15′ 29″ N, 10° 3′ 45″ O       | Pfarrhaus                 | Traufständiger zweistöckiger Fachwerkbau in Stockwerksbauweise auf hohen verputztem Sockel unter Halbwalmdach. Giebel mit Ziegelbehang und Gefache verputzt und hell gestrichen. Symmetrisch gegliederte Fassade mit tw. gekuppelten Ständern und zwei gefachhohen Streben zur Eckaussteifung. Mittiger Eingang straßenseitig über doppelarmigen Freitreppe. Über Hauseingansgtür Sandsteinplatte mit Wappen von Bischof Clemens August mit Baudatum in römischen Lettern.                | 31358199 | BW             |
| Weberstraße 31 52° 15′ 20″ N, 10° 3′ 46″ O     | Wohnhaus                  | Ein- bis zweigeschossiger massiver Putzbau mit Jugendstilfenstern auf hohem Natursteinsockel aus Polygonalmauerwerk unter Krüppelwalmdach mit engobierten Falzdachziegeln. Ober- und DG des Seitenrisalites in Zierfachwerk. | 31358239 | BW             |

## Bierbergen

### Gruppe: Kirchhof Bierbergen
Die Gruppe hat die ID 31351122. Ortsbildprägender historischer Ortskern mit Pfarrkirche, Kirchhof samt Einfriedungs- und Stützmauer.

| Lage                                    | Bezeichnung   | Beschreibung | ID       | Bild |
| --------------------------------------- | ------------- | --- | -------- | ---- |
| Schulstraße 52° 14′ 35″ N, 10° 6′ 54″ O | Martinskirche | Die evangelische Martinskirche stammt im Ursprung aus dem Anfang 13. Jh., der Turm wurde bereits Ende 12. Jh. erbaut. 1719 im Stil des Barocks umgebaut. 1909 Chor und Sakristei hinzugefügt. Langgestreckter Saalbau mit Haubendachreiter im Osten. Ausstattung im Inneren Anfang 18. Jh. Kanzelaltar auf 1719 datiert. | 31356759 |      |
| Schulstraße 52° 14′ 36″ N, 10° 6′ 54″ O | Kirchhof      | | 31356782 | BW   |

### Gruppe: Pfarrhof Schulstraße 1a
Die Gruppe hat die ID 31351136. Fachwerkbaugruppe mit zurückliegenden Wohnwirtschaftsgebäude und Scheune als Zeugnis des historischen Ortsbildes.

| Lage                                       | Bezeichnung               | Beschreibung | ID       | Bild |
| ------------------------------------------ | ------------------------- | --- | -------- | ---- |
| Schulstraße 1a 52° 14′ 35″ N, 10° 6′ 54″ O | Wohn-/ Wirtschaftsgebäude | Giebelständiges zweistöckiges Fachwerkgebäude auf hohen Feldsteinsockel (Hofseite) bzw. Sandsteinsockel unter Halbwalmdach mit Pfannendeckung. Im Westen gelegener Wohnteil ist gegenüber dem ehemaligen Wirtschaftsteil gen Osten erhöht. OG der Süd- und Westseite des Wohnteils kragt leicht aus. Der ehemalige Wirtschaftsteil zu Wohnzwecken ausgebaut, Längseinfahrt im hofseitigen Giebel mit jüngeren Veranda- bzw. Windfangvorbau mit Hauseingangstür umgebaut (um 1900). Alte Ladeluke in dem mit Ziegel behangenen Ostgiebel vorhanden. | 31356816 | BW   |
| Schulstraße 1a 52° 14′ 34″ N, 10° 6′ 55″ O | Scheune                   | Giebelständige Fachwerkscheune auf niveauausgleichendem Sockel unter Krüppelwalmdach mit außermittiger Längseinfahrt. Hinterer Bereich tw. massiv aus rotem Backstein. | 31356836 | BW   |

### Gruppe: Schulstraße 3
Die Gruppe hat die ID 31351443. Fachwerkbauten einer Hofanlage mit Wohnwirtschaftsgebäude und Scheune aus der ersten Hälfte 19. Jh.

| Lage                                      | Bezeichnung               | Beschreibung | ID       | Bild |
| ----------------------------------------- | ------------------------- | --- | -------- | ---- |
| Schulstraße 3 52° 14′ 32″ N, 10° 6′ 56″ O | Wohn-/ Wirtschaftsgebäude | Giebelständiges Fachwerkgebäude, im straßenseitigen, leicht überhöhten Wohnteil zweigeschossig in Stockwerksbauweise mit tw. gebogenen Streben, im ehemaligen Wirtschaftsteil gen Westen eingeschossig in Ständerbauweise, Südwand massiv ersetzt, auf Sandsteinsockel bzw. an der Südseite massiv ersetzt und verputzt und unter Halbwalmdach. Längseinfahrt mit Torinschrift „1820“ wurde zugesetzt. | 31356853 | BW   |
| Schulstraße 3 52° 14′ 31″ N, 10° 6′ 56″ O | Scheune                   | | 31356873 | BW   |

### Einzelbaudenkmale
| Lage                                           | Bezeichnung               | Beschreibung | ID       | Bild |
| ---------------------------------------------- | ------------------------- | --- | -------- | ---- |
| Dorfplatz 52° 14′ 37″ N, 10° 6′ 55″ O          | Ehrenmal                  | Sandsteinobelisk auf hohem Sockel mit Inschriften zur Erinnerung an die Gefallenen des Krieges von 1870/71 (an der Ost- und Westseite) sowie an Caspar Miche als Kämpfer bei Waterloo 1815 (Nordseite). Reliefs mit preußischem Reichsadler, Lorbeerkranz und Eisernem Kreuz auf dem Obeliskenschaft. | 31356718 |      |
| Dreschereistraße 13 52° 14′ 41″ N, 10° 7′ 6″ O | Wohn-/ Wirtschaftsgebäude | Freistehendes, teilweise unterkellertes Fachwerkgebäude auf Sandsteinsockel unter pfannengedeckten Halbwalmdach. Leicht überhöhter Wohnteil im Westen in Stockwerksbauweise mit leicht vorkragendem OG errichtet, Giebel im Bereich des Ober- und DG mit Ziegeln verkleidet. Der Wirtschaftsteil im Osten in Ständerbauweise mit außermittiger Längseinfahrt und zurückliegendem Dielentor errichtet. Inschriften an der Obergeschossschwelle der Südseite (1748) sowie Torbalken der Längseinfahrt (1846). | 31356736 | BW   |

## Bründeln

### Gruppe: Zur Chaussee 1
Die Gruppe hat die ID 31351161. Hofanlage mit villenartigem Wohnhaus von 1895 und Fachwerkscheune von 1824, durch Straße voneinander getrennt.

| Lage                                       | Bezeichnung | Beschreibung | ID       | Bild |
| ------------------------------------------ | ----------- | --- | -------- | ---- |
| Zur Chaussee 1 52° 14′ 22″ N, 10° 0′ 28″ O | Wohnhaus    | Zweigeschossiges massiv aus Backstein errichtetes Wohnhaus auf Backsteinsockel unter Walmdach, mit reichhaltiger Ziersteinsetzung. Nordöstlicher Eckrisalit mit Glockendach in Schieferdeckung und Dachreiter, Risalit auf Ostseite mit hohen Ziergiebel. Umlaufendes Kranz- und Sockelgesims aus Betonfertigteilen, Stockwerk- und Sohlgesims im OG nur auf Nord- und Ostseite vorhanden. Fenster mit Flachbögen und mit Backstein- und Betonformsteinen verziert, Laibungen und Sohlbänke aus Beton. Süd- und Westseite mit steilen Backsteinsohlbänke. Eingangsbereich mit alter Hauseingangstür, Treppe aus rotem Sandstein und schmiedeeisernes Treppengeländer mit Vordach. | 31356913 | BW   |
| Zur Chaussee 1 52° 14′ 23″ N, 10° 0′ 30″ O | Scheune     | Eingeschossiger giebelständiger Fachwerkbau auf Sandsteinsockel unter Halbwalmdach in Ziegeldeckung, mit außermittiger Längseinfahrt im Westen, hofseitig als offener Wagenschauer. Die Außenwände in Fachwerk mit verputzten Gefachen, zur Aussteifung halbe und ganze „Mann-Figuren“. | 31356936 | BW   |

### Einzelbaudenkmal
| Lage                                                       | Bezeichnung | Beschreibung | ID       | Bild |
| ---------------------------------------------------------- | ----------- | --- | -------- | ---- |
| Kreuzung B 494/K 39, km 10,695 52° 14′ 31″ N, 10° 0′ 26″ O | Sühnekreuz  | Etwa 1,25 m hoher und 0,78 m breiter Scheibenkreuzstein aus Sandstein mit Kreisscheibe über nach oben verjüngten kurzen Schaft. Auf Ostseite Reste eines Nasenkreuzes in flachen Relief erkennbar. | 31356890 | BW   |

## Clauen

### Gruppe: Breite Straße 24
Die Gruppe hat die ID 31351188. Hofanlage mit Fachwerkgebäude von um 1800 und massiver Scheune von 1876 samt straßenseitiger Einfriedung.

| Lage                                        | Bezeichnung               | Beschreibung | ID       | Bild |
| ------------------------------------------- | ------------------------- | --- | -------- | ---- |
| Breite Straße 24 52° 15′ 1″ N, 10° 1′ 27″ O | Wohn-/ Wirtschaftsgebäude | Zweigeschossiger Fachwerkbau auf hohen Sandsteinsockel unter Halbwalmdach mit Ziegelpfannendeckung. Ehemalige Quereinfahrt tw. verbaut, Vorschauer erhalten. Im vorderen, straßenseitigen in Stockwerksbauweise abgezimmerten Fachwerk-Wohnteil das Dach leicht überhöht, das OG leicht auskragend. Balkenköpfe mit profilierten Stirnbrettern verkleidet. Wohnteil springt hofseitig um halbes Gefach hervor. Ältere Fenster und Innenaussattungselemente erhalten. | 31357119 | BW   |
| Breite Straße 24 52° 15′ 0″ N, 10° 1′ 28″ O | Scheune                   | Eingeschossiger giebelständiger Massivbau mit außermittiger Längseinfahrt auf Ziegelsockel unter Satteldach mit Ziegelpfannendeckung. Außenwände in Ziegelsichtmauerwerk mit Ziersteinsetzungen an Ortgang und Traufe. Nach Sturmschaden straßenseitiger Giebel erneuert. | 31357141 | BW   |
| Breite Straße 24 52° 15′ 1″ N, 10° 1′ 28″ O | Einfriedung               | | 44481689 | BW   |

### Gruppe: Kirchhof Clauen
Die Gruppe hat die ID 31351174. Ortsbildprägender historischer Ortskern mit der Pfarrkirche, dem Gelände des Kirchhofs, dem Pfarrhaus und einem Fachwerknebengebäude.

| Lage                                        | Bezeichnung          | Beschreibung | ID       | Bild |
| ------------------------------------------- | -------------------- | --- | -------- | ---- |
| Breite Straße 1 52° 14′ 54″ N, 10° 1′ 31″ O | Kirche               | Kirche Clauen, Saalbau im spätbarocken Stil von 1751. Turm stammt im Ursprung aus erster Hälfte 13. Jh., im 16. Jh. erhöht. Im Inneren Voutendecke. Kanzelaltar von 1796. Orgelempore und Orgelprospekt um 1725 von J. A. Graf aus der ehemaligen Schlosskirche in Wolfenbüttel erstellt       | 31356990 |      |
| Breite Straße 1 52° 14′ 53″ N, 10° 1′ 31″ O | Kirchhof             | | 31357053 | BW   |
| Breite Straße 1 52° 14′ 55″ N, 10° 1′ 30″ O | Pfarrhaus            | Zweigeschossiger unterkellerter, in Stockwerksbauweise errichteter traufständiger Fachwerkbau auf niveauausgleichendem hohen Bruchsteinsockel unter Krüppelwalmdach. Beide Giebelseiten mit historischen Linkskrempern verkleidet. Aussteifung durch Diagonalstreben, die bis ins Rähm führen. | 31357013 | BW   |
| Breite Straße 1 52° 14′ 56″ N, 10° 1′ 30″ O | Fachwerknebengebäude | | 31357036 | BW   |

### Gruppe: Osterstraße 6
Die Gruppe hat die ID 31351200. Fachwerkbaugruppe mit Wohnwirtschaftsgebäude sowie Längsdurchfahrtsscheune mit drei Torpfeilern aus dem 18.–19. Jh.

| Lage                                      | Bezeichnung               | Beschreibung | ID       | Bild |
| ----------------------------------------- | ------------------------- | --- | -------- | ---- |
| Osterstraße 6 52° 14′ 58″ N, 10° 1′ 42″ O | Wohn-/ Wirtschaftsgebäude | Fachwerkbau mit Backsteinausfachung auf niveauausgleichendem Sandsteinsockel unter Halbwalmdach. Wohnteil zweigeschossig in Stockwerksbauweise errichtet und leicht überhöht. OG kragt leicht aus, zwischen profilierten Balkenköpfen liegen profilierte Füllhölzer. Wirtschaftsteil eingeschossig in Ständerbauweise errichtet, im nördlichen Giebel leicht außermittige Längseinfahrt. | 31357198 | BW   |
| Osterstraße 6 52° 14′ 58″ N, 10° 1′ 43″ O | Längsdurchfahrtsscheune   | Eingeschossiger in Ständerbauweise errichteter Fachwerkbau auf Sandstein- und Ziegelsockel unter Halbwalmdach mit außermittiger Längseinfahrt. Außenwände im Ostgiebel erneuert. | 31357221 | BW   |

### Gruppe: Peiner Landstraße 19
Die Gruppe hat die ID 31351212. Große geschlossene regionaltypische Hofanlage aus letztem Drittel 19. Jh. mit massiv errichtetem Wohnhaus und zwei großen Wirtschaftsgebäuden mit Scheune und Stall.

| Lage                                             | Bezeichnung | Beschreibung | ID       | Bild |
| ------------------------------------------------ | ----------- | --- | -------- | ---- |
| Peiner Landstraße 19 52° 14′ 54″ N, 10° 1′ 41″ O | Wohnhaus    | Zweigeschossiges massives Haus aus Ziegelsicht- und Ziermauerwerk im Kopfverband mit Sparfuge auf hohen Sockel unter Halbwalmdach. Mittelrisalit mit Hauseingang unter Satteldach mit Freigespärre. Symmetrisch gegliederte Fassade mit Segmentbogenfenstern und gestalteten Brüstungsfeldern. | 31357259 | BW   |
| Peiner Landstraße 19 52° 14′ 53″ N, 10° 1′ 41″ O | Stall       | Eingeschossiger auf L-förmigen Grundriss errichteter Massivbau aus rotem Backstein mit Ziersteinsetzungen besonders an den Ortgängen, lisenenartigen Wandvorlagen mit Segmentbodenfenstern unter Satteldach. Ladeerker auf Hofinnenseite.                                                      | 31357276 | BW   |
| Peiner Landstraße 19 52° 14′ 54″ N, 10° 1′ 42″ O | Scheune     | Eingeschossiger auf L-förmigen Grundriss errichteter Massivbau aus rotem Backstein mit Ziersteinsetzungen besonders an den Ortgängen, lisenenartigen Wandvorlagen mit Segmentbodenfenstern unter Satteldach.                                                                                   | 31357293 | BW   |

### Gruppe: Peiner Landstraße 21
Die Gruppe hat die ID 31351226. Straßenbildprägende Fachwerkbaugruppe mit Gebäuden aus zweiter Hälfte 19. Jh.

| Lage                                             | Bezeichnung               | Beschreibung | ID       | Bild |
| ------------------------------------------------ | ------------------------- | --- | -------- | ---- |
| Peiner Landstraße 21 52° 14′ 50″ N, 10° 1′ 35″ O | Wohn-/ Wirtschaftsgebäude | Zweigeschossiger Fachwerkbau auf Sandsteinsockel unter Walmdach im Wohnteil und Halbwalmdach im Wirtschaftsteil, mit auf der Hofseite am Gebäudeende gelegenen Quereinfahrt mit Torbalken und Inschrift. In Stockwerksbauweise errichtet und mit Diagonalstreben ausgesteift. südöstliche Gebäudeecke abgeschrägt. | 31357310 | BW   |
| Peiner Landstraße 21 52° 14′ 51″ N, 10° 1′ 35″ O | Kegelbahn                 | Eingeschossiger Fachwerkbau auf niedrigem Ziegelsockel unter Satteldach, seitlich daran ein nach Norden weiterführender langgestreckter eingeschossiger Fachwerkbau unter Satteldach und teilweise Pultdach. | 31357332 | BW   |

### Gruppe: Schlütenstraße 4
Die Gruppe hat die ID 31351239. Hofanlage mit Wohnwirtschaftsgebäude des 16. Jh. sowie massiven Wirtschaftsgebäude aus spätem 19. Jh.

| Lage                                        | Bezeichnung               | Beschreibung | ID       | Bild |
| ------------------------------------------- | ------------------------- | --- | -------- | ---- |
| Schlütenstraße 4 52° 15′ 1″ N, 10° 1′ 39″ O | Wohn-/ Wirtschaftsgebäude | Traufständiges Gebäude auf niedrigem Sandsteinsockel unter Krüppelwalmdach. Leicht erhöhter Wohnteil ist zweigeschossige in Stockwerksbauweise mit leicht vorkragenden OG an der Traufenseite, tw. gekuppelte Ständer im EG sowie regelmäßig angeordnete Fußbänder im OG. Anschließender Wirtschaftsteil eingeschossig in Ständerbauweise. | 31357350 | BW   |
| Schlütenstraße 4 52° 15′ 1″ N, 10° 1′ 40″ O | Scheune                   | Eingeschossiger Vierständerbau auf Sandsteinsockel unter Satteldach mit Wagenschauer auf Teilen der Hofseite. Gefache in Ziegelmauerwerk und zum Teil mit Lehmsteinen, geweißt. Längseinfahrt sowie massiver Ziegelanbau im Nordwestgiebel.                                                                                                | 31357372 | BW   |
| Schlütenstraße 4 52° 15′ 2″ N, 10° 1′ 40″ O | Stall                     | Eingeschossiger Massivbau in Ziegel unter Satteldach. Hofseitig drei Zwerchgiebel als Ladeerker unter Satteldach. Mauerwerk mit Zierverbänden unter Traufe und Ortgang. | 31357389 | BW   |

### Einzelbaudenkmale
| Lage                                        | Bezeichnung               | Beschreibung | ID       | Bild |
| ------------------------------------------- | ------------------------- | --- | -------- | ---- |
| Breite Straße 30 52° 15′ 2″ N, 10° 1′ 25″ O | Wohn-/ Wirtschaftsgebäude | Fachwerkgebäude auf Sandsteinsockel unter Halbwalmdach. Älterer Wohnteil zweigeschossig in Stockwerksbauweise errichtet, springt leicht aus Gebäudeflucht hervor, Dach leicht erhöht. Wirtschaftsteil in Ständerbauweise errichtet. | 31357158 | BW   |
| Katzhagen 3 52° 15′ 5″ N, 10° 1′ 23″ O      | Wohnhaus                  | Zweigeschossiger Massivbau mit Ziegelsichtmauerwerk im Kopfverband und Sparfuge auf sehr hohen Ziegelsockel unter Walmdach mit Ziegeldeckung errichtet. Eingang mit davorliegender Treppe und schmiedeeisernen Geländer auf Westseite, mit Mittelrisalit und Zwerchhaus unter Satteldach. Umlaufende Ziersteinsetzungen im Decken- und Ortgangbereich, sowie tw. glasierte Ziersteinsetzungen in den Brüstungsbereichen. Fensterlaibungen und Segmentstürze mit Wulstformsteinen, Fensteröffnungen des Zwerchhauses gotisierend ausgebildet. Straßenseitig schmiedeeiserner Zaun mit Sandsteinpfeilern. Im Inneren einige Ausstattungselemente aus Erbauungszeit erhalten. | 31357178 | BW   |
| Stiefelstraße 1 52° 15′ 4″ N, 10° 1′ 29″ O  | Wohn-/ Wirtschaftsgebäude | Von der Straße zurückliegendes freistehendes zweigeschossiges Fachwerkgebäude als Vierständerbau mit unverputzten Backsteingefachen, in Stockwerksbauweise auf niedrigen Sandsteinsockel unter Halbwalmdach errichtet. Ehemaliger Wirtschaftsteil mit außermittigen Längseinfahrt mit Torbalken und Inschrift zu Wohnzwecken ausgebaut. Aussteifung in unteren Geschossen mit zweigefachhohen Diagonalstreben, der Giebel mit regelmäßig angeordneten Fuß- und Kopfbändern. | 31357480 | BW   |

## Equord
| Lage                                         | Bezeichnung               | Beschreibung | ID       | Bild           |
| -------------------------------------------- | ------------------------- | --- | -------- | -------------- |
| Schmiedestraße 3 52° 17′ 34″ N, 10° 6′ 54″ O | Markuskirche              | Ehemalige Gutskapelle von 1687 bis 1701 erbaut. Zentralbau auf einem Griechisch-Kreuz-Grundriss. Achteckiger Tambourkuppel mit Laterne. Östlicher Kreuzarm als Altarraum genutzt, polygonal geschlossen. Altarretabel aus um 1570. Gruft unter der Kirche. Einige Epitaphe und Grabplatten. | 31357663 | Weitere Bilder |
| Lindenstraße 10 52° 17′ 36″ N, 10° 6′ 48″ O  | Taubenturm Gut Equord     | Dreigeschossiger freistehender Taubenturm in Fachwerk auf quadratischem Grundriss unter Zeltdach, im EG mit Kopfbändern, im mittleren Geschoss teilweise mit gebogenen Streben. | 31357603 | BW             |
| Lindenstraße 10 52° 17′ 32″ N, 10° 6′ 50″ O  | Herrenhaus Gut Equord     | Eingeschossiger langgestreckter Fachwerkbau auf hohem Bruchsteinsockel unter Mansarddach. 1820 um zweistöckigen verputzten Backsteinbau im Norden erweitert. Haupteingang mittig auf Westseite hinter doppelarmiger steinerner Freitreppe. | 31357537 | BW             |
| Am Kuhteich 2 52° 17′ 31″ N, 10° 7′ 3″ O     | Wohn-/ Wirtschaftsgebäude | Traufständiges Fachwerkgebäude auf niedrigem Sandsteinsockel unter Halbwalmdach. Südlicher Wohnteil in Stockwerksbauweise mit zurückliegendem Hauseingang errichtet. Ostseite und Südgiebel mit Diagonalverstrebungen ausgesteift, Westseite mit Zweidrittel- bzw. Dreiviertelstreben im Wirtschaftsteil, tw. gebogen. Nördlicher, etwas niedrigere Wirtschaftsteil in Ständerbauweise mit hofseitiger Quereinfahrt errichtet. | 31357500 | BW             |

## Harber

### Gruppe: Kirchhof Harber
Die Gruppe hat die ID 31351290.Kirchhof Harber mit Pfarrkirche, dem Kirchhof, dem Pfarrhaus sowie Ehrenmal.

| Lage                                | Bezeichnung               | Beschreibung | ID       | Bild |
| ----------------------------------- | ------------------------- | --- | -------- | ---- |
| Wiedhof 1 52° 16′ 8″ N, 10° 3′ 1″ O | St.-Katharinen-Kirche     | Kirche mit romanischen Westturm unter achteckigen schiefergedeckten Helm und im Osten anschließendem Langhaus von 1875 mit neugotischen Formen unter hohen Satteldach, über dem Chorbereich abgewalmt. Um 1260 auf quadratischem Grundriss errichtete Kirchturm aus Bruchsteinmauerwerk ist verputzt. Neugotisches Langhaus mit Wänden aus Backstein von Strebepfeilern gestützt, am Polygon des Chors mit Kreuzblumen verziert. Im Langhaus spitzbogige Fenster, im Chorbereich zweibahnige Maßwerkfenster. Innenraum mit sechsteiligen Rippengewölbe überspannt, Ausstattung ist neugotisch. | 31357738 |      |
| 52° 16′ 9″ N, 10° 3′ 1″ O           | Kirchhof                  | | 31357762 | BW   |
| 52° 16′ 8″ N, 10° 3′ 3″ O           | Ehrenmal                  | Ein aus Sandsteinquadern errichteter Gedenkstein auf niedrigem Sockel mit Inschriften, gesimsartigen Umlauf mit giebelartiger Erhöhung über dem Eisernen Kreuz im Eichenlaubkranz. Abgeschlossen durch pyramidal geformten Sandsteinblock. | 31359070 | BW   |
| Wiedhof 3 52° 16′ 7″ N, 10° 3′ 4″ O | Wohn-/ Wirtschaftsgebäude | Giebelständiges Fachwerkgebäude mit zweigeschossigem Wohnteil im Westen mit leicht auskragendem OG und eingeschossigem Wirtschaftsteil im Osten auf Sandsteinsockel unter Halbwalmdach. Im zu Wohnzwecken ausgebauten Wirtschaftsteil Quereinfahrt. Ostgiebel ziegelsichtig, Fachwerkaußenwände verputzt und weiß gestrichen. Zweifeldige Diagonalstreben zur Aussteifung. | 31357780 | BW   |

### Einzelbaudenkmale
| Lage                                           | Bezeichnung               | Beschreibung | ID       | Bild |
| ---------------------------------------------- | ------------------------- | --- | -------- | ---- |
| Im Großen Freien 19 52° 16′ 7″ N, 10° 2′ 50″ O | Wohn-/ Wirtschaftsgebäude | Giebelständiges Fachwerkgebäude mit eingeschossigem Wirtschaftsteil und außermittigen zurückliegenden Toreinfahrt im Osten, Wohnteil im Westen, auf Sandsteinsockel unter Halbwalmdach. Straßenseitiges Giebeltrapez mit einer Reihe Fuß- und zwei Reihen Kopfstreben sowie zwei Reihen Brettfüllungen. | 31357719 | BW   |

## Mehrum

### Gruppe: Kirchhof Mehrum
Die Gruppe hat die ID 31351367. Ortsbildprägender historischer Ortskern mit Pfarrkirche, Kirchhof samt Grabsteinen und Pfarrhof mit Pfarrhaus.

| Lage                                   | Bezeichnung | Beschreibung | ID       | Bild |
| -------------------------------------- | ----------- | --- | -------- | ---- |
| Ratsweg 3 52° 18′ 14″ N, 10° 5′ 41″ O  | Kirche      | Kirche Mehrum, einschiffige Bruchsteinkirche von 1770 unter Satteldach, an Chorseite abgewalmt, mit spätgotischem Westturm von um 1524 mit auf polygonalem Tambour befindlichen Turmhelm mit Haube. Auf Südseite des verputzten Turmes spitzbogige gotische Tür und Lichtluken in oberen Geschossen. Über Kranzgesims aufgestocktes Geschoss mit Rundfenstern von 1770. Wandflächen des Kirchenschiffes mit polygonalem Chor tw. verputzt mit an den Ecken vortretenden Quaderverzahnungen. In den fünfachsigen Längsseiten mittig flachbogige Tür mit darüber liegenden kleinen flachbogigen Fenster mit Sandsteinumrahmungen mit Voluten- und Rocailleverzierungen. Ansonsten hohe flachbogige Fenster mit hervortretenden Sandsteingewänden. Kirchenschiff im Inneren mit geputzter Schaldecke und Deckengemälden in mehrfach verkröpften Stuckrahmen von 1771 vom Hildesheimer Barockmaler Gregor Wink. Hauptausstattungselemente wie Kanzelaltar, Taufe, Empore und Orgel stammen aus Zeit des Neubaus um 1770. | 31358430 |      |
| Ratsweg 3 52° 18′ 15″ N, 10° 5′ 40″ O  | Kirchhof    | | 31358454 |      |
| Ratsweg 12 52° 18′ 13″ N, 10° 5′ 38″ O | Pfarrhaus   | Zweigeschossiger giebelständiger Fachwerkbau auf Ziegelsockel unter Walmdach in Stockwerkszimmerung mit Dreiviertelstreben zur Aussteifung errichtet. Balkenköpfe der Geschoßdecke mit Stirnbrettern verkleidet. Alte Türen mit geschweiften Türfüllungen sind tw. erhalten. | 31358472 |      |

### Einzelbaudenkmale
| Lage                                       | Bezeichnung               | Beschreibung | ID       | Bild |
| ------------------------------------------ | ------------------------- | --- | -------- | ---- |
| Hauptstraße 17 52° 18′ 16″ N, 10° 5′ 26″ O | Wohn-/ Wirtschaftsgebäude | Zweigeschossiges überhöhtes Wohnteil im Osten in Stockwerkszimmerung, im westlichen Wirtschaftsteil in Ständerbauweise mit außermittigen Quereinfahrt, auf Sandsteinsockel unter Halbwalmdach. Im Wohnteil teils fachwerksichtig, tw. verputzt und weiß gestrichen, der Wirtschaftsteil mit Faserzementplatten verkleidet. | 31358370 |      |

## Ohlum

### Einzelbaudenkmale
| Lage                                           | Bezeichnung | Beschreibung | ID       | Bild |
| ---------------------------------------------- | ----------- | --- | -------- | ---- |
| Am breiten Pfuhl 3 52° 16′ 22″ N, 10° 4′ 11″ O | Schmiede    | Eingeschossiger giebelständiger Fachwerkbau unter Satteldach, mit straßenseitiger massiver Ziegelaufmauerung im Bereich der dahinterliegenden Esse mit Kamin. Gebäude in Firstrichtung zweischiffig gegliedert, wobei ein Teil der Gebäudebreite durch remisenartigen offenen Vorraum für Pferde und Wagen gebildet wird, durch zusätzliches Tor als Witterungsschutz zur Straße geschlossen. Fachwerkwand in Ziegelausmauerung trennt Vorraum vom Schmiedegebäude. Nahezu die komplette Schmiedeausstattung der frühen 1950er Jahre erhalten. | 31358531 | BW   |
| Am Linnbarg 1 52° 16′ 23″ N, 10° 4′ 19″ O      | Schule      | Eingeschossiger giebelständiger Fachwerkbau mit in das Rähm führenden Diagonalstreben, mit mittigem Hauseingang an Nordseite und darüberliegendem Fachwerkzwerchgiebel, auf abgeschrägten Ziegelsockel unter Viertelwalmdach. Giebeltrapeze verkleidet, südseitig ein Glockenturm. | 31358550 | BW   |

## Rötzum

### Gruppe Nordstraße 1
Die Gruppe hat die ID: 50369844. Kleine Hofanlage mit Wohnhaus und angrenzender Scheune aus Fachwerk.

| Lage                                     | Bezeichnung | Beschreibung | ID       | Bild |
| ---------------------------------------- | ----------- | --- | -------- | ---- |
| Nordstraße 1 52° 17′ 24″ N, 10° 4′ 20″ O | Wohnhaus    | Eingeschossiges traufständiges Fachwerkgebäude mit gefachhohen Drempel und mittigem Zwerchhaus über straßenseitigen, südlichen Hauseingang, auf verputztem Sockel unter Satteldach mit Ziegeldeckung. Haustür um ein Gefach zurück, die Fassaden sind ziegelsichtig, der Westgiebel ist vollständig mit senkrechter Holzverbretterung. | 31358608 | BW   |
| Nordstraße 1 52° 17′ 24″ N, 10° 4′ 20″ O | Scheune     | An Nordostecke des Wohnhauses schließt kleine giebelständige, eingeschossige Fachwerkscheune mit außermittiger Längsdurchfahrt an, das südliche Giebeldreieck mit Ziegeln behängt. | 31359051 | BW   |

## Soßmar

### Gruppe: Kirchhof Soßmar
Die Gruppe hat die ID 31351404. Historischer Ortskern mit Pfarrkirche und Kirchhof mit Ehrenmal.

| Lage                                    | Bezeichnung | Beschreibung | ID       | Bild           |
| --------------------------------------- | ----------- | --- | -------- | -------------- |
| Jägerstraße 52° 14′ 31″ N, 10° 3′ 32″ O | Sankt Georg | Einschiffige Bruchsteinkirche von 1767 mit gotischem Westturm aus dem frühen 14. Jh. Der Turm auf quadratischem Grundriss aus grob behauenen Sandsteinquadersteinen und an den Ecken mit Quaderverzahnung mit gekuppelten rundbogigen Schallöffnungen innerhalb der Rundbodennischen unter schiefergedecktem Helm aus 19. Jh. Kirchenschiff mit dreiseitig abgeschlossenen Chor mit Mansarddach bedeckt und nach Osten hin abgewalmt. Vierachsige Fassade durch hohe segmentbogige Fenster gegliedert, über den Portalen auf Süd- und Nordseite in Rocaillerahmungen verzierte Bauinschriften. Innenausstattung wie Kanzelaltar, Taufe, Gestühl und Empore aus Erbauungszeit von um 1770 erhalten. | 31358647 | Weitere Bilder |
| Jägerstraße 52° 14′ 31″ N, 10° 3′ 32″ O | Kirchhof    | | 31358671 | BW             |
| Jägerstraße 52° 14′ 31″ N, 10° 3′ 34″ O | Ehrenmal    | Auf abgetreppten Sockel annähernd quadratischer Sandsteinblock mit Inschriftfeldern, im oberen Bereich durch Eichenlaubgirlande umfasst. Abgeschlossen durch vollplastisches Eisernes Kreuz. Als Gedenkstätte für die Gefallenen des Ersten Weltkrieges. | 31359204 | BW             |

### Gruppe: Lange Reihe 13, 15
Die Gruppe hat die ID 31351455. Im Straßenbild wirksame Fachwerkbaugruppe zweier regionaltypischer Wohnhäuser der Mitte des 19. Jh.

| Lage                                       | Bezeichnung | Beschreibung | ID       | Bild |
| ------------------------------------------ | ----------- | --- | -------- | ---- |
| Lange Reihe 13 52° 14′ 29″ N, 10° 3′ 27″ O | Wohnhaus    | Zweigeschossiges giebelständiges Fachwerkgebäude in Geschossbauweise auf Ziegelsockel unter Halbwalmdach, mit Ziegelausfachung, mit bis ins Rähm reichende Diagonalstreben und auf der Südseite zurückliegenden Hauseingangstür ist im Giebeldreieck mit Hohlpfannen verkleidet. | 31358743 | BW   |
| Lange Reihe 15 52° 14′ 29″ N, 10° 3′ 26″ O | Wohnhaus    | Traufständiges zweigeschossiges Fachwerkgebäude in Geschossbauweise unter Halbwalmdach mit verkleidetem Giebel, mit Ziegeln ausgefacht, mit teilweise gekoppelten Ständern und bis ins Rähm führende Diagonalstreben in der Südfassade zur Aussteifung.                          | 31358760 | BW   |

### Einzeldenkmale
| Lage                                      | Bezeichnung               | Beschreibung | ID       | Bild |
| ----------------------------------------- | ------------------------- | --- | -------- | ---- |
| Jägerstraße 7 52° 14′ 30″ N, 10° 3′ 34″ O | Wohn-/ Wirtschaftsgebäude | Giebelständiges Gebäude mit Längseinfahrt auf Sandsteinsockel unter Halbwalmdach. Wohnteil im Westen in Stockwerkszimmerung mit leicht hervorkragendem OG errichtet, Wirtschaftsteil eingeschossig in Ständerbauweise. Im Osten dem Fachwerkgebäude eine Scheune mit fünf Gefachen leicht versetzt vorgesetzt. Die Nordseite des Wirtschaftsteils sowie die des Scheunenanbaus sind tw. massiv ersetzt.         | 31358689 | BW   |
| Sackstraße 3 52° 14′ 27″ N, 10° 3′ 44″ O  | Wohnhaus                  | Zweigeschossiger giebelständiger Massivbau auf hohem Sockel unter Satteldach. Symmetrischer Fassadenaufbau mit überwiegend gekuppelten Flachbogenfenstern, auf Südseite mittiges Zwerchhaus unter Satteldach und straßenseitig in den Giebel unterhalb der Traufe endender übergiebelter Mittelrisalit. Ziersteinsetzungen in Geschosshöhe in Zickzack-Form sowie am Traufgesims und am Ortgang Konsolenfriese. | 31358777 | BW   |
| Jägerstraße 52° 14′ 36″ N, 10° 3′ 31″ O   | Ehrenmal 1870/71          | Ehrenmal als Sandsteinobelisk auf abgetreppten Sockel aus Sandstein, mit Inschrift und Namen der Gefallenen des Krieges von 1870–1871. | 31358707 | BW   |

## Stedum

### Gruppe: Ortskern Stedum
Die Gruppe hat die ID 31351430. Historischer Ortskern mit Kapelle, Kirchhof mit altem Baumbestand, eisernen Pumpe und der benachbarten ehemaligen Dorfschule.

| Lage                                    | Bezeichnung  | Beschreibung | ID       | Bild |
| --------------------------------------- | ------------ | --- | -------- | ---- |
| Maistraße 4 52° 16′ 13″ N, 10° 6′ 41″ O | St. Johannes | Eingeschossiger rechteckiger Saalbau unter Satteldach mit westseitigem Dachturm mit Laterne über steil abgeschrägten Helmansatz und Schleppdach, über der Westseite des Schiffes herabgezogen. Wände bestehen aus unregelmäßigem Mauerwerk aus Kalksandstein im Bereich des Chores im Osten,vermutlich aus dem 12. Jh, der älteste Teil. Mittlerer Teil des Kapellenschiffes im 17. Jh. in Fachwerk erneuert, in unterschiedlichen Backsteinformaten ausgefacht. Im Westen massiv in Sandstein-Rohquadern aus dem 18. J. Hier Türflügel aus gedoppelten Eichenbrettern und schmiedeeisernen Nägeln mit Kastenschloß. Im Chor kleine hohe Spitzbodenfenster, unterhalb der Traufe unterschiedliche Rechteckfenster. Wandmalereien im Chor, vermutlich aus dem 15. Jh. | 31358907 |      |
| Maistraße 52° 16′ 13″ N, 10° 6′ 41″ O   | Kirchhof     | | 31358992 | BW   |
| Maistraße 52° 16′ 13″ N, 10° 6′ 40″ O   | Pumpe        | Gusseiserne Handschwengelpumpe in kannelierter Säulenoptik, um 1900 erbaut. | 31359222 | BW   |
| Maistraße 6 52° 16′ 13″ N, 10° 6′ 40″ O | Schule       | Eingeschossiger, unterkellerter Ziegelmassivbau mit hohem Drempel und ausgebautem Dachgeschoss auf niveauausgleichendem Ziegelsteinsockel unter Satteldach. An Ostseite dreiachsiger Mittelrisalit mit außermittigem Hauseingang, Zwerchgiebel und Freigespärre. Ziersteinsetzungen an den Ortgängen, sowie symmetrisch angeordnete hohe Segmentbogenfenster mit glasierten Ziegeln in den Außenfensterbänken. | 31358928 | BW   |

### Gruppe: Ahornstraße 1
Die Gruppe hat die ID 31351418. Vierseithofanlage mit villenartigem Wohnhaus, Stall und zwei Scheunen als Gesamtanlage des beginnenden 20. Jh. An Nordseite des Wohnhauses schließt hohe massive Ziegelmauer an, die in einen schmiedeeisernen Zaun übergeht, aus dem auch das Hoftor besteht. Im Süden Obstgarten.

| Lage                                      | Bezeichnung | Beschreibung | ID       | Bild |
| ----------------------------------------- | ----------- | --- | -------- | ---- |
| Ahornstraße 1 52° 16′ 17″ N, 10° 6′ 47″ O | Wohnhaus    | Zweigeschossiges Gebäude in rotem Ziegelsichtmauerwerk auf sehr hohen Sockel unter Satteldach mit Ziegeldeckung. An Nord- und Südseite mit Mittelrisalit mit Zwerchgiebel unter Satteldach. Haupteingang im Osten mit Außentreppe und eingeschossige Veranda in Holzkonstruktion als Windfang. Ziersteinsetzungen an Ortgang und Traufe sowie Gesimsbänder. Hohe Segmentbogenfenster mit gestalteten Brüstungsfeldern, in den Giebeln jeweils spitzbogige Fenster sowie Rundfenster. | 31358812 | BW   |
| Ahornstraße 1 52° 16′ 17″ N, 10° 6′ 46″ O | Stall       | Eingeschossiger Bau mit massivem EG und DG in Fachwerk. Nordgiebel zweigeschossig ausgebaut. Hofseitig zwei Zwerchgiebel, Ladeluken und segmentbogenartige Fenster- und Türöffnungen. Zeittypischer Fensterbestand erhalten. | 31358869 | BW   |
| Ahornstraße 1 52° 16′ 17″ N, 10° 6′ 48″ O | Scheune     | Zweigeschossiger traufständiger Bau mit massivem EG in rotem Backstein und OG in Fachwerk, auf Backsteinsockel unter Fußwalmdach, Querdurchfahrt und Längseinfahrt sowie Ladeluke im Ostgiebel. | 31358852 | BW   |
| Ahornstraße 1 52° 16′ 16″ N, 10° 6′ 48″ O | Scheune     | Eingeschossiger giebelständiger Fachwerkbau auf sehr hohem massiven Sockel unter Satteldach. Backsteinsockel stuft sich zum Ostgiebel in die Höhe, Zierfachwerk und Längseinfahrt, oberes Giebeldreieck mit Biberschwanzziegeln verkleidet. | 31358835 | BW   |

### Einzelbaudenkmale
| Lage                                  | Bezeichnung    | Beschreibung | ID       | Bild |
| ------------------------------------- | -------------- | --- | -------- | ---- |
| Maistraße 52° 16′ 13″ N, 10° 6′ 43″ O | Kriegerdenkmal | Hohes Sandsteinkreuz mit Relief eines Schwertes auf Sandsteinsockel für die Gefallenen des Ersten Weltkrieges, das um zwei senkrecht stehende Tafeln für die Gefallenen des Zweiten Weltkrieges ergänzt wurde. | 31359031 | BW   |